# Vaga general espanyola del 24 de novembre de 2023
La Vaga general espanyola del 24 de novembre de 2023 fou convocada pel sindicat Sindicato Solidaridad afí al partit polític d'extrema dreta Vox. La convocatòria hagué de ser esmenada perquè inicialment tenia tan sols motivacions polítiques i no laborals, i es referia només als pactes del llavors govern espanyol amb els independentistes catalans i la Llei espanyola d'amnistia del 2023. En la convocatòria final s'esmentaria que aquesta era vaga era convocada "en defensa dels drets de tots els treballadors d'Espanya" a més d'"expressar el rebuig contundent a les polítiques de retallades socials, supressió de drets laborals, i la desigualtat dels treballadors que es produiran a l'empara de les cessions al separatisme i als que volen trencar la unitat d'Espanya". La vaga anà acompanyada d'un manifest en el qual es parlava de la crisi econòmica a Espanya i la protesta contra els pactes del PSOE amb partits separatistes, tement que els acords resultessin en retallades socials, supressió de drets laborals i desigualtat. Els principals sindicats espanyols (UGT, CCOO i CSIF) no donaren cap mena de suport a la vaga. En aquells moments el sindicat Solidaridad amb prou feines comptava amb només uns 250 delegats sindicals i gairebé cap estructura ni arrelament al teixit laboral.
El Ministeri de la Funció Pública declarà que en el torn de nit dels 4.782 treballadors públics tan sols secundaren la vaga 2 funcionaris, l'endemà al matí dels 160.389 funcionaris i personal laboral tan sols 1.956 la secundaren, el que suposaria una participació de l'1,33% en aquest torn, xifra que correspondria sols a l'Administració General de l'Estat (AGE). A les Illes Balears les xifres de participació foren de 22 de gairebé 29.000 treballadors públics que sí que decidiren fer vaga. El mateix partit Vox tampoc secundà finalment la vaga tot i donar-hi suport, afirmant en un missatge de la mateixa formació que recomanaven als seus càrrecs públics que no paressin de treballar durant la jornada de vaga. La patronal CEOE indicà que no tenia previst informar del seguiment de la vaga general, malgrat si fer-ho habitualment amb anteriors vagues generals a Espanya. Al quarter general de l'Exèrcit de l'Aire a Madrid, amb prou feines s'hi aplegaren unes 500 persones, i a la manifestació de després una petita columna de membres de Solidaridad es reuniria al districte de la Moncloa caminant per carrer Princesa sense que la policia nacional hagués de tallar els carrers en cap dels sentits per on aquesta anava transitant. A l'Ajuntament de València un sol treballador va secundar la vaga, i els membres de Vox al consistori tot i sumar-se a la convocatòria de vaga sí que participaren en la Junta de Govern Local i no aclariren si havien comunicat al departament de personal que els reduïssin el salari si realment estaven secundant la vaga. A Andalusia, la Conselleria d'Educació arribà a xifrar en 71 els docents en vaga dels gairebé 108.000 en l'ensenyança pública, és a dir un 0,07% de participació.